# Seznam belgijskih humoristov
Seznam belgijskih humoristov.

## B
- Laurence Bibot

## C
- Bruno Coppens

## D
- Raymond Devos

## G
- Philippe Geluck

## S
- Stéphane Steeman

## T
- Manu Thoreau

## U
- Urbain Joseph Servranckx (Urbanus)

## V
- Alex Vizorek (Alexandre Wieczoreck)